# Ethan Sandler
 (décembre 2024).
 (novembre 2024).
Ethan Sandler est un acteur, producteur de films et écrivain américain connu pour son rôle d'ADA Jeffrey Brandau dans la série télévisée Preuve à l'appui.

## Carrière
Les crédits d'écran[pas clair] de Sandler comprennent The Chocolate War, Flushed et The Enigma with a Stigma. On peut l'entendre exprimer plusieurs personnages dans le film d'animation de Disney de 2007 Bienvenue chez les Robinson. De 2002 à 2007, il était à Preuve à l'appui en tant qu'ADA Jeffrey Brandau.

## Vie privée
Sandler est diplômé de l'Université Northwestern où il a rencontré sa future épouse, l'actrice Kathryn Hahn. Ils sont mariés depuis 2002 et ont deux enfants ensemble, Leonard et Mae. Ils vivent à Los Feliz, Los Angeles. Pendant son temps libre, Sandler aime jardiner et écouter des podcasts de basket-ball[pertinence contestée].

## Filmographie

### Films
| Année | Film                        | Rôle                                                                                                  | Notes |
| ----- | --------------------------- | --- | ----- |
| 1988  | La guerre du chocolat (en)  | David Caroni                                                                                          |       |
| 1992  | Adventures in Spying        | inconnu                                                                                               |       |
| 1999  | Flushed (en)                | inconnu                                                                                               |       |
| 2001  | Princesse malgré elle       | conducteur de tour bus                                                                                |       |
| 2004  | La mort dans la peau        | Kurt                                                                                                  |       |
| 2006  | The Enigma with a Stigma    | Ernie Reynolds                                                                                        |       |
| 2007  | Bienvenue chez les Robinson | DOR-15 (Doris), Uncle Fritz, Aunt Petunia, Uncle Dimitri, Uncle Spike, Cousin Laszlo, CEO of InventCo | Voix  |
| 2015  | Gravy (en)                  | Bert                                                                                                  |       |

### Télévision
| Année     | Film                         | Rôle                       | Notes                                                                    |
| --------- | ---------------------------- | -------------------------- | ------------------------------------------------------------------------ |
| 1990      | She'll Take Romance          | Eddie                      | téléfilm                                                                 |
| 2000      | Sex and the City             | Dennis Fincher             | 1 épisode                                                                |
| 2000      | The $treet                   | Brad Green                 | 1 épisode                                                                |
| 2002      | Will et Grace                | Doctor                     | 1 épisode                                                                |
| 2002–2007 | Preuve à l'appui             | ADA Jeffrey Brandau        | 15 épisodes                                                              |
| 2003      | A Carol Christmas            | Jerry                      | téléfilm                                                                 |
| 2013      | Psych : Enquêteur malgré lui | Mike                       | épisode Juliet takes a luvvah                                            |
| 2014–2016 | Transparent                  | Barry                      | Recurring role                                                           |
| 2016      | New Girl                     | Juror 9C                   | épisode Goosebumps Walkaway                                              |
| 2018      | Love                         | Tom                        | épisode Bertie's Birthday                                                |
| 2021–2023 | HouseBroken                  | Writer                     | 2 épisodes                                                               |
| 2021–2024 | Monstres et Cie : Au travail | Creative consultant Writer | épisodes Adorable Returns (coécrit avec Bobs Gannaway), Field of Screams |

### Producteur
| Année     | Titre          | Notes                            |
| --------- | -------------- | -------------------------------- |
| 2010      | My Boys        | Producteur / écrivain            |
| 2011–2012 | Whitney        | Producteur / écrivain consultant |
| 2013      | We Are Men     | Coproducteur exécutif            |
| 2016–2017 | New Girl       | Coproducteur exécutif / écrivain |
| 2017–2020 | Papa a un plan | Coproducteur exécutif / écrivain |